# Accacladocoelium macrocotyle
Accacladocoelium macrocotyle är en plattmaskart. Accacladocoelium macrocotyle ingår i släktet Accacladocoelium och familjen Accacoeliidae. Inga underarter finns listade i Catalogue of Life.